# Hans Böchmann Melchior
Pour les articles homonymes, voir Bochmann.
Hans Böchmann Melchior est un naturaliste danois, né en 1773 et mort en 1831.
Il est l’auteur de Den danske Stats og Norges Pattedyr (1834).